# 에스코
에스코(Esco, 본명: 최성환)는 대한민국의 힙합 래퍼이다.
대원외국어고를 졸업하고 힙합 크루 개화산의 래퍼로 활동하다가 2009년 5월, 노무현 전 대통령의 서거를 추도하는 〈부엉이 바위에서〉라는 곡으로 데뷔했다.

## 앨범
- 《부엉이 바위에서》 - 2009년 5월
- I'm Your Pet - 2009년 8월
- 《노래할께》 - 2009년 10월
- Switchy Scissors - 2017